# Joseph Vernon Fougère
Joseph Vernon Fougère (* 20. Mai 1943 in Petit-de-Grat, Nova Scotia; † 18. Juni 2013 in Charlottetown) war römisch-katholischer Bischof von Charlottetown.

## Leben
Joseph Vernon Fougère trat in das Priesterseminar in Montreal ein und studierte Katholische Theologie an der Saint Francis Xavier University in Antigonish. Er empfing am 31. Mai 1969 die Priesterweihe. Er war in der Seelsorge in verschiedenen Gemeinden in Nova Scotia tätig, zudem engagierte er sich sieben Jahre lang in Honduras für Missionsarbeiten. Er war dort u. a. Mitglied im Priesterrat des Erzbistums Tegucigalpa.
Er besuchte das Jesuit Theological Union an der University of California und wurde nach Seelsorgetätigkeiten 1988 zum Generalvikar im Bistum Antigonish ernannt. Zudem war er Leiter der pastoralen Dienste. Er war Vorsitzender des Priesterrates der Diözese Antigonish und im Board of Governors für St. Francis Xavier University.
Papst Johannes Paul II. ernannte ihn am 11. Dezember 1991 zum Bischof von Charlottetown. Der Bischof von Antigonish, Colin Campbell, spendete ihm am 19. März des nächsten Jahres die Bischofsweihe; Mitkonsekratoren waren Austin-Emile Burke, Erzbischof von Halifax, und William Edward Power, emeritierter Bischof von Antigonish. Er war Mitglied des National Council der Canadian Catholic Organization for Development and Peace und im Jahr 2000 Mitglied im Board of Directors der Catholic Mission in Kanada.
Am 11. Juli 2009 nahm Papst Benedikt XVI. sein Rücktrittsgesuch aus gesundheitlichen Gründen an.